# 12 Ore di Sebring 1953
La 12 Ore di Sebring 1953 è stata la terza edizione della 12 Ore di Sebring, oltre che round inaugurale del Campionato mondiale vetture sport 1953 e si tenne al Sebring International Raceway l'8 marzo 1953.

## Contesto

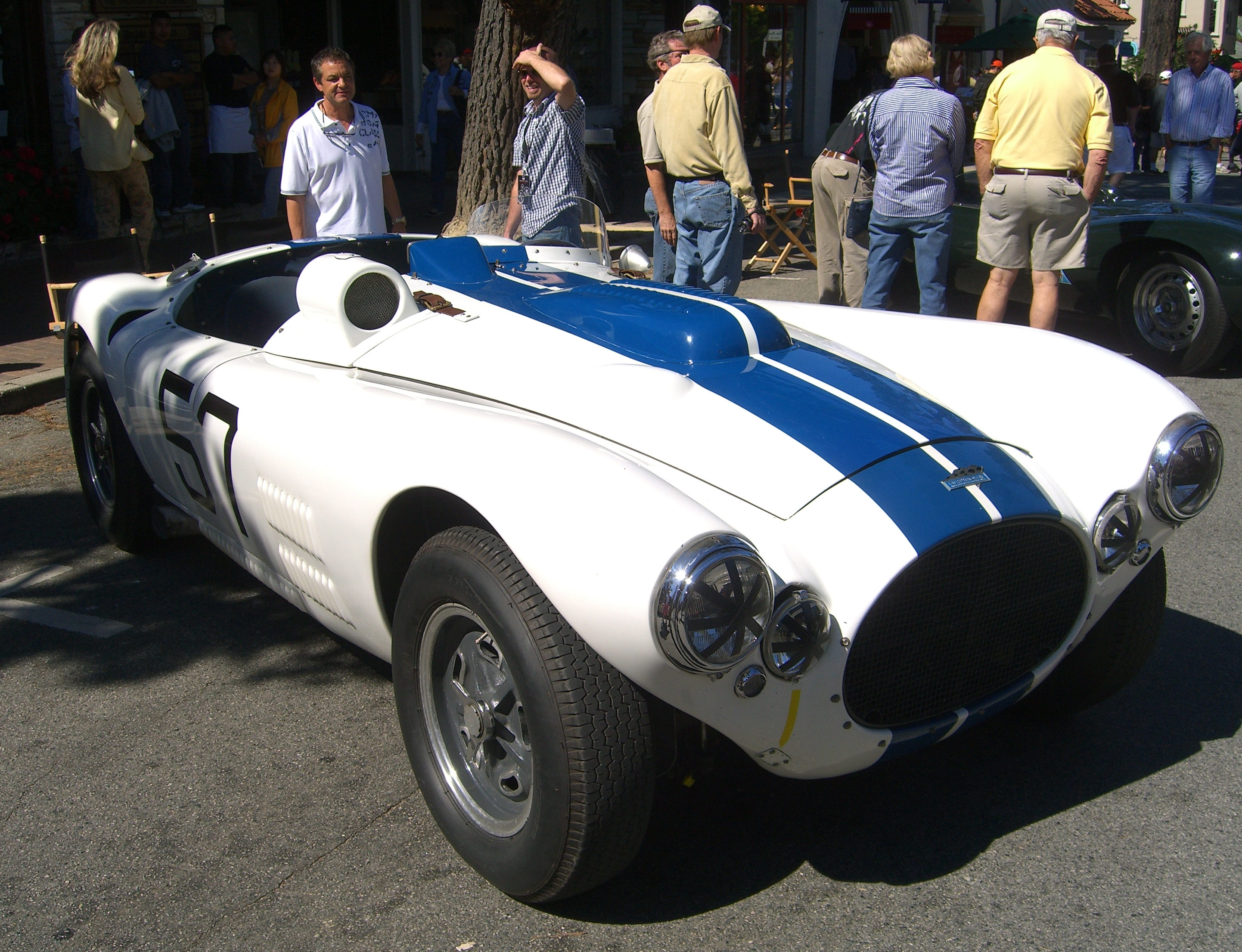
La Cunningham C-4R che ha vinto nelle mani di Phil Walters e John Fitch.

All'evento sono state iscritte un totale di 81 vetture, in otto classi in base alle cilindrate, che vanno da un massimo di 750 cc a oltre 8,0 litri. Di queste 59 vetture praticate, 54 si sono qualificate per gareggiare.
Tra i partecipanti, per lo più americani, la più grande novità per la gara del 1953 fu che il famoso team inglese Aston Martin si sarebbe unito alle DB di fabbrica francesi per la competizione della 12 Ore. Infatti, David Brown e René Bonnet, capi di questi costruttori europei, sono andati entrambi in Florida per assistere alla gara. Alla gara ha preso parte anche la Bonnet.

## Gli Iscritti
| No. | Squadra              | Auto                        | Pilota 1          | Pilota 2       |
| --- | -------------------- | --------------------------- | ----------------- | -------------- |
| 32  | Jack Burkhard        | Allard J2-Cadillac          | Arnold Stubbs     | Jack McAfee    |
| 36  | Masten Gregory       | Allard J2X-Chrysler         | Masten Gregory    | Tom Newcomer   |
| 57  | Briggs S. Cunningham | Cunningham C4R-Chrysler     | Phil Walters      | John Fitch     |
| 58  | Briggs S. Cunningham | Cunningham C4R-Chrysler     | John Fitch        | Phil Walters   |
| 62  | Geo. R. Harris       | Allard J2-Cadillac          | George Harris     | Lester Smalley |
| 97  | Mark B. Deitsch      | Allard J2-Cadillac          | Bob Said          | Beau Clarke    |
| 98  | A. E. Goldschmidt    | Allard J2-Cadillac          | Erwin Goldschmidt | Paul O'Shea    |
| 98  | Erwin Goldschmidt    | Healey Silverstone-Cadillac | Erwin Goldschmidt | Paul O'Shea    |

| No. | Squadra                  | Auto                  | Pilota 1            | Pilota 2         |
| --- | ------------------------ | --------------------- | ------------------- | ---------------- |
| 5   | Jim Kimberly             | Ferrari 225 S         | Jim Kimberly        | Marshall Lewis   |
| 12  | Dr. Richard Thompson Jr. | Nash-Healey Series 25 | Dick Thompson       | William Kinchloe |
| 15  | Jack Shepperd            | Jaguar C-Type         | George Huntoon      | Phil Stiles      |
| 16  | Geo. E. Tilp             | Jaguar XK120          | Randolph Pearsall   | Morris Carroll   |
| 18  | Walter Hansgen           | Jaguar XK120          | Walt Hansgen        | Donald McKnought |
| 19  | Austin L. Conley         | Jaguar XK120          | Norman Christianson | Austin Conley    |
| 22  | Cameron Argetsinger      | Jaguar C-Type         | Cameron Argetsinger |                  |
| 23  | Charles M. Schott        | Jaguar XK120          | Charles Schott      | John van Driel   |
| 28  | J. Kaplan                | Jaguar XK120 M        | Jake Kaplan         | Russ Boss        |
| 29  | Fred Dagaver             | Jaguar XK120          | Fred Dagaver        | Al Garz          |
| 38  | Jack Pry Ltd.            | Jaguar XK120          | Charles Wallace     | Chuck Sarle      |
| 43  | David Haber              | Jaguar XK120 M        | David Haber         |                  |
| 51  | Walter S. Gray           | Allard J2-Oldsmobile  | Walter Gray         | Dale Duncan      |
| 65  | William Lloyd            | Ferrari 340 America   | Bill Lloyd          | Tom Cole         |
| 66  | Paul Ramos               | Allard J2X-Cadillac   | Paul Ramos          | Tony Cumming     |
| 74  | A. H. Feverbacher        | Jaguar C-Type         | Sherwood Johnston   | Bob Wilder       |
| 75  | Cameron Argetsinger      | Jaguar XK120          | Cameron Argetsinger | Miles Collier    |
| 311 | David Hirsch             | Jaguar C-Type         | Bob Gegen           | Harry Grey       |

| No. | Squadra            | Auto                     | Pilota 1         | Pilota 2       |
| --- | ------------------ | ------------------------ | ---------------- | -------------- |
| 2   | Brooks Stevens     | Excalibur J-Willys       | Hal Ullrich      | Dick Irish     |
| 3   | Brooks Stevens     | Excalibur J-Willys       | Ralph Knudson    | Jim Feld       |
| 5   | Jim Kimberly       | Ferrari 225 S            | Jim Kimberly     | Marshall Lewis |
| 8   | William Spear      | Ferrari 225 S            | Bill Spear       | Phil Hill      |
| 30  | Aston Martin Ltd.  | Aston Martin DB3         | George Abecassis | Reg Parnell    |
| 31  | Aston Martin Ltd.  | Aston Martin DB3         | Peter Collins    | Geoff Duke     |
| 34  | Amédée Gordini     | Gordini T15S             | Robert Manzon    | Jean Lucas     |
| 45  | Peter S. Yung      | Ferrari 225 S Berlinetta | Peter Yung       | Robert Yung    |
| 55  | Michael Rothschild | Morgan Plus 4            | Mike Rothschild  | Jack Nile      |

| No. | Squadra                        | Auto                     | Pilota 1              | Pilota 2            |
| --- | ------------------------------ | ------------------------ | --------------------- | ------------------- |
| 1   | Stuart Donaldson               | Frazer Nash Le Mans MK2  | Tony Bonadies         | George Rice         |
| 7   | Robert S. Grier                | Frazer Nash Mille Miglia | Robert Grier          | René Dreyfus        |
| 9   | Stuart Donaldson               | Frazer Nash Le Mans      | Johnnie Rogers        | Russ Klar           |
| 10  | H. L. Brundage                 | Volkswagen Aero Roadster | Hubert Brundage       | Ira Brundage        |
| 48  | Fritz Koster                   | Maserati A6 GCS          | Fritz Koster          | Jorge Daponte       |
| 49  | E. P. Lunken                   | Ferrari 166 MM           | Ed Lunken             | Charles Hassan      |
| 50  | Lt. Col. Wojciech Kołaczkowski | Frazer Nash Mille Miglia | Phil Smyth            | Bob Said            |
| 58  | Briggs Cunningham              | Frazer Nash Targa Florio | Charles Moran         | John Gordon Bennett |
| 61  | Ray Leibensperger              | MG Special               | Ray Leibensperger     | Howard Class        |
| 64  | Walter von Schoenfeld          | Maserati A6 GCS          | Walter von Schoenfeld | René Soulas         |

| No. | Squadra                | Auto                   | Pilota 1                  | Pilota 2              |
| --- | ---------------------- | ---------------------- | ------------------------- | --------------------- |
| 4   | David H. Ash           | MG Special             | David Ash                 | Frank Ahrens          |
| 6   | Rees T. Makins         | Osca MT4 1350          | Rees Makins               | Frank Bott            |
| 8   | William C. Spear       | Osca MT4               | Bill Spear                | Ritter von Kreidner   |
| 14  | Alan Patterson         | MG Special             | Alan Patterson            | Hubert Brundage       |
| 21  | Lawrence Kulok         | Porsche 356 Roadster   | Larry Kulok               | Harry Grey            |
| 33  | René Bonnet            | DB HBR-Panhard s/c     | Bernard Cahier            | Miles Collier         |
| 40  | Robert Bird            | MG TD                  | Kasimir Krag-Kraczkiewicz | Robert Bird           |
| 42  | William Wellenberg Jr. | MG TD                  | William Wellenberg Jr.    | William Wonder        |
| 44  | Fred F. Allen          | MG Special             | Fred Allen                | Robert Longworth      |
| 46  | Frank O'Hare           | MG TC                  | Frank O'Hare              |                       |
| 47  | Antonio Pompeo         | Siata                  | Antonio Pompeo            | Franco Bornigia       |
| 50  | Wojciech Kołaczkowski  | Porsche 356            | Phil Smyth                | Wojciech Kołaczkowski |
| 52  | Jack Morton            | HRG-Singer             | Jack Morton               | Al Trager             |
| 53  | James Shields          | MG TD                  | James Shields             | William Wonder        |
| 54  | George Moffett         | Osca MT4               | George Moffett            | Steve Lansing         |
| 59  | Briggs S. Cunningham   | Osca MT4 1350          | Briggs Cunningham         | Bill Lloyd            |
| 60  | Dickson Yates          | MG TD                  | William Kinchloe          | Dickson Yates         |
| 65  | William Lloyd          | Lester T51-Offenhauser | Bill Lloyd                | George Weaver         |
| 77  | William F. Vaughan     | Singer SM1500          | William Vaughan           | Gus Ehrman            |
| 78  | William F. Vaughan     | Singer SM1500          | William Vaughan           |                       |
| 80  | Richard Toland         | Porsche 356            | Richard Toland            | Howard Hanna          |
| 89  | Martin Block           | MG TD                  | Martin Block              | Peter Block           |

| No. | Squadra              | Auto                               | Pilota 1          | Pilota 2      |
| --- | -------------------- | ---------------------------------- | ----------------- | ------------- |
| 11  | Paul Ceresole        | Cisitalia Spider                   | Paul Ceresole     | Logan Hill    |
| 27  | Robert T. Keller     | Siata Special (300BC hardtop)-Fiat | Paul Farago       | Lou Torco     |
| 37  | Jack Pry Ltd.        | Morris Minor                       | Stephen Spitler   | Roger Wing    |
| 41  | F. Randolph Pearsall | Cisitalia Spider                   | Randolph Pearsall | William Eager |
| 91  | James Simpson Jr.    | Osca MT4 1100                      | James Simpson     | George Colby  |

| No. | Squadra                | Auto                        | Pilota 1         | Pilota 2        |
| --- | ---------------------- | --------------------------- | ---------------- | --------------- |
| 17  | Geo. Sanderson         | Crosley Hotshot             | George Sanderson | N. J. Coscoros  |
| 20  | Charles R. Hassan      | Bandini Spyder-Crosley      | Charles Hassan   | Beau Clarke     |
| 24  | Hobart Cook            | DB HBR-Panhard              | Hobart Cook      | André Moynet    |
| 25  | Hobart Cook            | DB HBR-Panhard              | René Bonnet      | Wade Morehouse  |
| 26  | Ralph Deshon           | Crosley Special             | Ealph Deshon     | Don Quackenbush |
| 39  | Speedcraft Enterprises | Siata Amica Special-Crosley | William Eager    | Otto Linton     |
| 56  | Thomas Scatchard       | Siata 300BC-Crosley         | Thomas Scatchard | Harry Wessells  |
| 63  | Paul Hessler           | Siata 300BC-Crosley         | Harry Beck       | Paul Devaney    |
| 111 | Geo. F. Schrafft       | Palm Beach Special-Crosley  | George Schrafft  | Jim Hamlett     |

## Gara
La gara inizia a mezzogiorno e si svolgerà fino a mezzanotte, in una giornata definita "parzialmente nuvolosa e mite", davanti a una folla stimata di 12.500 spettatori.
L'Aston Martins fa una buona partenza, conducendo i primi 32 giri prima di perdere il comando a causa di un incidente. La Cunningham C-4R numero 57 prende quindi il comando della gara.
L'auto è guidata da Philip "Phil" Walters e John Fitch della Briggs Cunningham. Si sono portati in testa quando l'Aston Martin di Geoffrey "Geoff" Duke e Peter Collins si scontra con una Jaguar ed è costretta al ritiro a causa dei danni causati da un incidente. 
Walters e Fitch portano alla vittoria la loro Cunningham C-4R targata Florida, coprendo una distanza di 908,9 miglia, con una velocità media di 75,338 mph. Un giro alla deriva al secondo posto è stato quello dell'Aston Martin DB3 di Reginald "Reg Parnell e George Abecassis, nonostante sia stata ostacolata da uno dei suoi fari che si è guastato a causa di una precedente collisione con un dissuasore di cemento che segnava il circuito su quello che all'epoca era in gran parte un aeroporto.
C'è stato, infine, un incendio in un'auto, ovvero la Allard-Cadillac J2X di Paul Ramos che è stata distrutta quando un tubo del carburante si è rotto. Tuttavia il pilota, Anthony Cumming, è uscito illeso. Anche un altro concorrente, Randy Pearsall, è sfuggito all'infortunio quando ha ribaltato la sua Jaguar XK120.

## Classifica finale
I vincitori di ogni classe sono indicati in grassetto.
| Pos | Classe | N°  | Team                           | Piloti                                | Telaio                             | Giri | Giri in più/Causa ritiro        |
| --- | ------ | --- | ------------------------------ | ------------------------------------- | ---------------------------------- | ---- | ------------------------------- |
| 1   | S 8.0  | 57  | Briggs S. Cunningham           | Phil Walters John Fitch               | Cunningham C4R-Chrysler            | 173  | 1447,766 km                     |
| 2   | S 3.0  | 30  | Aston Martin Ltd.              | George Abecassis Reg Parnell          | Aston Martin DB3                   | 172  | +1 giro                         |
| 3   | S 5.0  | 74  | A. H. Feverbacher              | Sherwood Johnston Bob Wilder          | Jaguar C-Type                      | 162  | +11 giri                        |
| 4   | S 5.0  | 311 | David Hirsch                   | Bob Gegen Harry Grey                  | Jaguar C-Type                      | 155  | +18 giri                        |
| 5   | S 1.5  | 59  | Briggs S. Cunningham           | Briggs Cunningham Bill Lloyd          | Osca MT4 1350                      | 153  | +20 giri                        |
| 6   | S 2.0  | 49  | E. P. Lunken                   | Ed Lunken Charles Hassan              | Ferrari 166 MM                     | 153  | +20 giri                        |
| 7   | S 5.0  | 38  | Jack Pry Ltd.                  | Charles Wallace Chuck Sarle           | Jaguar XK120                       | 151  | +22 giri                        |
| 8   | S 3.0  | 45  | Peter S. Yung                  | Peter Yung Robert Yung                | Ferrari 225 S Berlinetta           | 148  | +25 giri                        |
| 9   | S 1.1  | 91  | James Simpson Jr.              | James Simpson George Colby            | Osca MT4 1100                      | 146  | +27 giri                        |
| 10  | S 5.0  | 28  | J. Kaplan                      | Jake Kaplan Russ Boss                 | Jaguar XK120 M                     | 144  | +29 giri                        |
| 11  | S 750  | 25  | Hobart Cook                    | René Bonnet Wade Morehouse            | DB HBR-Panhard                     | 143  | +30 giri                        |
| 12  | S 5.0  | 18  | Walter Hansgen                 | Walt Hansgen Donald McKnought         | Jaguar XK120                       | 142  | +31 giri                        |
| 13  | S 1.5  | 4   | David H. Ash                   | David Ash Frank Ahrens                | MG Special                         | 135  | +38 giri                        |
| 14  | S 1.5  | 50  | Lt. Col. Wojciech Kołaczkowski | Phil Smyth Bob Said                   | Frazer Nash Mille Miglia           | 134  | +39 giri                        |
| 15  | S 1.5  | 53  | James Shields                  | James Shields Bob McKinsey            | MG TD                              | 132  | +41 giri                        |
| 16  | S 1.5  | 42  | William Wellenberg Jr.         | William Wellenberg Jr. William Wonder | MG TD                              | 132  | +41 giri                        |
| 17  | S 5.0  | 29  | Fred Dagavar                   | Fred Dagavar Al Garz                  | Jaguar XK120                       | 132  | +41 giri                        |
| 18  | S 750  | 63  | Paul Hessler                   | Harry Beck Paul Devaney               | Siata 300BC-Crosley                | 132  | +41 giri                        |
| 19  | S 1.5  | 44  | Fred F. Allen                  | Fred Allen Robert Longworth           | MG Special                         | 127  | +46 giri                        |
| 20  | S 750  | 56  | Thomas Scatchard               | Thomas Scatchard Henry Wessells       | Siata 300BC-Crosley                | 127  | +46 giri                        |
| 21  | S 1.1  | 27  | Robert T. Keller               | Paul Farago Lou Torco                 | Siata Special (300BC hardtop)-Fiat | 123  | +50 giri                        |
| 22  | S 750  | 111 | Geo. F. Schrafft               | George Sachrafft Jim Hamlett          | Palm Beach Special-Crosley         | 119  | +54 giri                        |
| 23  | S 3.0  | 55  | Michael Rothschild             | Mike Rothschild Jack Nile             | Morgan Plus 4                      | 119  | +54 giri                        |
| 24  | S 8.0  | 32  | Jack Burkhard                  | Arnold Stubbs Jack McAfee             | Allard J2-Cadillac                 | 116  | +57 giri                        |
| 25  | S 1.5  | 6   | Rees T. Makins                 | Rees Makins Frank Bott                | Osca MT4 1350                      | 115  | +58 giri                        |
| 26  | S 5.0  | 15  | Jack Shepperd                  | George Huntoon Phil Stiles            | Jaguar C-Type                      | 114  | +59 giri                        |
| 27  | S 2.0  | 64  | Walter von Schoenfeld          | Walter von Schoenfeld René Soulas     | Maserati A6 GCS                    | 110  | +63 giri                        |
| 28  | S 1.5  | 14  | Alan Patterson                 | Alan Patterson Hubert Brundage        | MG Special                         | 99   | +74 giri                        |
| 29  | S 5.0  | 16  | Geo. E. Tilp                   | Randy Pearsall Morris Carroll         | Jaguar XK120                       | 94   | +79 giri                        |
| 30  | S 5.0  | 51  | Walter S. Gray                 | Walter Gray Dale Duncan               | Allard J2-Oldsmobile               | 94   | +79 giri                        |
| 31  | S 1.1  | 37  | Jack Pry Ltd.                  | Stephen Spitler Roger Wing            | Morris Minor                       | 93   | +80 giri                        |
| 32  | S 1.1  | 11  | Paul Ceresole                  | Paul Ceresole Logan Hill              | Cisitalia Spider                   | 88   | +85 giri                        |
| 33  | S 3.0  | 2   | Brooks Stevens                 | Hal Ullrich Dick Irish                | Excalibur J-Willys                 | 86   | +87 giri                        |
| 34  | S 5.0  | 23  | Charles M. Schott              | Charles Schott John van Driel         | Jaguar XK120                       | 63   | +110 giri                       |
| SQ  | S 750  | 24  | Hobart Cook                    | Hobart Cook André Moynet              | DB HBR-Panhard                     | 130  | Violazione della pitlane        |
| SQ  | S 2.0  | 48  | Fritz Koster                   | Fritz Koster Jorge Daponte            | Maserati A6 GCS                    | 15   | Violazione della pitlane        |
| Rit | S 3.0  | 5   | Jim Kimberly                   | Jim Kimberly Marshall Lewis           | Ferrari 225 S                      | 95   | Trasmissione                    |
| Rit | S 1.5  | 60  | Dickson Yates                  | William Kinchloe Dickson Yates        | MG TD                              | 0    | Motore                          |
| Rit | S 1.5  | 80  | Richard Toland                 | Richard Toland Howard Hanna           | Porsche 356                        | 0    | Ritiro                          |
| Rit | S 2.0  | 61  | Ray Leibensperger              | Ray Leibensperger Howard Class        | MG Special                         | 78   | Motivo sconosciuto              |
| Rit | S 750  | 39  | Speedcraft Enterprises         | William Eagar Otto Linton             | Siata Amica Special-Crosley        | 63   | Motore                          |
| Rit | S 3.0  | 8   | William Spear                  | Bill Spear Phil Hill                  | Ferrari 225 S                      | 56   | Differenziale                   |
| Rit | S 5.0  | 19  | Austin L. Conley               | Norman Christianson Austin Conley     | Jaguar XK120                       | 56   | Incidente                       |
| Rit | S 3.0  | 31  | Aston Martin Ltd.              | Peter Collins Geoff Duke              | Aston Martin DB3                   | 52   | Danni da incidente              |
| Rit | S 8.0  | 98  | Erwin Goldschmist              | Erwin Goldschmist Paul O'Shea         | Healey Silverstone-Cadillac        | 45   | Estremità posteriore            |
| Rit | S 1.5  | 33  | René Bonnet                    | Bernard Cahier Miles Collier          | DB HBR-Panhard s/c                 | 37   | Freni                           |
| Rit | S 2.0  | 58  | Briggs Cunningham              | Charles Moran John Gordon Bennett     | Frazer Nash Targa Florio           | 28   | Motivo sconosciuto              |
| Rit | S 750  | 26  | Ralph Deshon                   | Ealph Deshon Don Quackenbush          | Crosley Special                    | 25   | Sospensioni                     |
| Rit | S 5.0  | 66  | Paul Ramos                     | Paul Ramos Tony Cumming               | Allard J2X-Cadillac                | 20   | Incendio                        |
| Rit | S 8.0  | 36  | Masten Gregory                 | Masten Gregory Tony Newcomer          | Allard J2X-Chrysler                | 16   | Trasmissione                    |
| Rit | S 8.0  | 97  | Mark B. Deitsch                | Bob Said Beau Clarke                  | Allard J2-Cadillac                 | 9    | Motore                          |
| Rit | S 3.0  | 3   | Brooks Stevens                 | Ralph Knudsen Jim Feld                | Excalibur J-Willys                 | 4    | Motore                          |
| Rit | S 2.0  | 1   | Stuart Donaldson               | Tony Bonadies George Rice             | Frazer Nash Le Mans Replica MK 2   | 2    | Motore                          |
| Rit | S 2.0  | 9   | Stuart Donaldson               | Johnnie Rogers Russ Klar              | Frazer Nash Le Mans                | 2    | Motore                          |
| NP  | S 750  | 17  | Geo. Sanderson                 | George Sanderson N. J. Coscoros       | Crosley Hotshot                    | 0    | Motore                          |
| NP  | S 1.5  | 21  | Lawrene Kulok                  | Larry Kulok Harry Grey                | Porsche 356 Roadster               | 0    | Cambio                          |
| NP  | S 1.1  | 41  | F. Randolph Pearsall           | Randy Pearsall William Eager          | Cisitalia Spider                   | 0    | Motore                          |
| NP  | S 5.0  | 65  | William Lloyd                  | Bill Lloyd Tom Cole                   | Ferrari 340 America                | 0    | Motore                          |
| NP  | S 5.0  | 75  | Cameron Argetsinger            | Miles Collier Cameron Argetsinger     | Jaguar XK120                       | 0    | Motore                          |
| NA  | S 5.0  | 5   | Jim Kimberly                   | Jim Kimberly Marshall Lewis           | Ferrari 340 America                | 0    | Hanno guidato una Ferrari 225 S |
| NA  | S 2.0  | 7   | Robert S. Grier                | Robert Grier René Dreyfus             | Frazer Nash Mille Miglia           | 0    | Malattia del conducente         |
| NA  | S 1.5  | 8   | William C. Spear               | Bill Spear Ritter von Kreidner        | Osca MT4                           | 0    | Hanno guidato una Ferrari       |
| NA  | S 2.0  | 10  | H. L. Brundage                 | Hubert Brundage Ira Brundage          | Volkswagen Aero Roadster           | 0    |                                 |
| NA  | S 5.0  | 12  | Dr. Richard Thompson Jr.       | Dick Thompson William Kinchloe        | Nash-Healey Series 25              | 0    | Ritiro                          |
| NA  | S 750  | 20  | Charles R. Hassan              | Charles Hassan Beau Clarke            | Bandini Spyder-Crosley             | 0    |                                 |
| NA  | S 5.0  | 22  | Cameron Argetsinger            | Cameron Argetsinger                   | Jaguar C-Type                      | 0    |                                 |
| NA  | S 3.0  | 34  | Amédée Gordini                 | Robert Manzon Jean Lucas              | Gordini T15S                       | 0    |                                 |
| NA  | S 1.5  | 40  | Robert Bird                    | Kasimir Krag-Kraczkiewicz Robert Bird | MG TD                              | 0    |                                 |
| NA  | S 5.0  | 43  | David Haber                    | David Haber                           | Jaguar XK120 M                     | 0    |                                 |
| NA  | S 1.5  | 46  | Frank O'Hare                   | Frank O'Hare                          | MG TC                              | 0    |                                 |
| NA  | S 1.5  | 47  | Antonio Pompeo                 | Antonio Pompeo Franco Bornigia        | Siata                              | 0    |                                 |
| NA  | S 1.5  | 50  | Wojciech Kołaczkowski          | Phil Smyth Wojciech Kołaczkowski      | Porsche 356                        | 0    | Hanno guidato una Frazer Nash   |
| NA  | S 1.5  | 52  | Jack Morton                    | Jack Morton Al Trager                 | HRG-Singer                         | 0    |                                 |
| NA  | S 1.5  | 54  | George Moffett                 | George Moffett Steve Lansing          | Osca MT4                           | 0    |                                 |
| NA  | S 8.0  | 58  | Briggs S. Cunningham           | John Fitch Phil Walters               | Cunningham C4R-Chrysler            | 0    | Hanno guidato la numero 57      |
| NA  | S 8.0  | 62  | Geo. R. Harris                 | George Harris Lester Smalley          | Allard J2-Cadillac                 | 0    |                                 |
| NA  | S 1.5  | 65  | William Lloyd                  | Bill Lloyd George Weaver              | Lester T51-Offenhauser             | 0    | Hanno guidato una Ferrari       |
| NA  | S 1.5  | 77  | William F. Vaughan             | William Vaughan Gus Ehrman            | Singer SM1500                      | 0    | Iscritti di riserva             |
| NA  | S 1.5  | 78  | William F. Vaughan             | William Vaughan                       | Singer SM1500                      | 0    | Iscritti di riserva             |
| NA  | S 1.5  | 89  | Martin Block                   | Martin Block Peter Block              | MG TD                              | 0    |                                 |
| NA  | S 8.0  | 98  | A. E. Goldschmidt              | Erwin Goldschmidt Paul O'Shea         | Allard J2-Cadillac                 | 0    | Hanno guidato una Healey        |

## Statistiche
- Giro veloce: John Fitch, 120,540 mph